# Tim Hortons Field
Tim Hortons Field är en multisportarena i Hamilton, Ontario, Kanada. Arenan invigdes den 1 september 2014. Under de panamerikanska spelen 2015 stod arenan värd för herrarnas- och damernas turnering i fotboll, arenan gick dock under namnet Hamilton Pan Am Soccer Stadium på grund av sponsorskäl.